# Cetiosaurus philippsi
Cetiosaurus philippsi ("Reptil ballena  de John Phillips") es una especie dudosa del género Cetiosaurus de dinosaurio saurópodo cetiosáurido que vivió a mediados del período Jurásico , hace entre 171 a 164 millones de años, entre el Bajociense y el Bathoniense, en lo que es hoy Europa. Fue nombrada en 1880 por Sauvage.